# Mister World

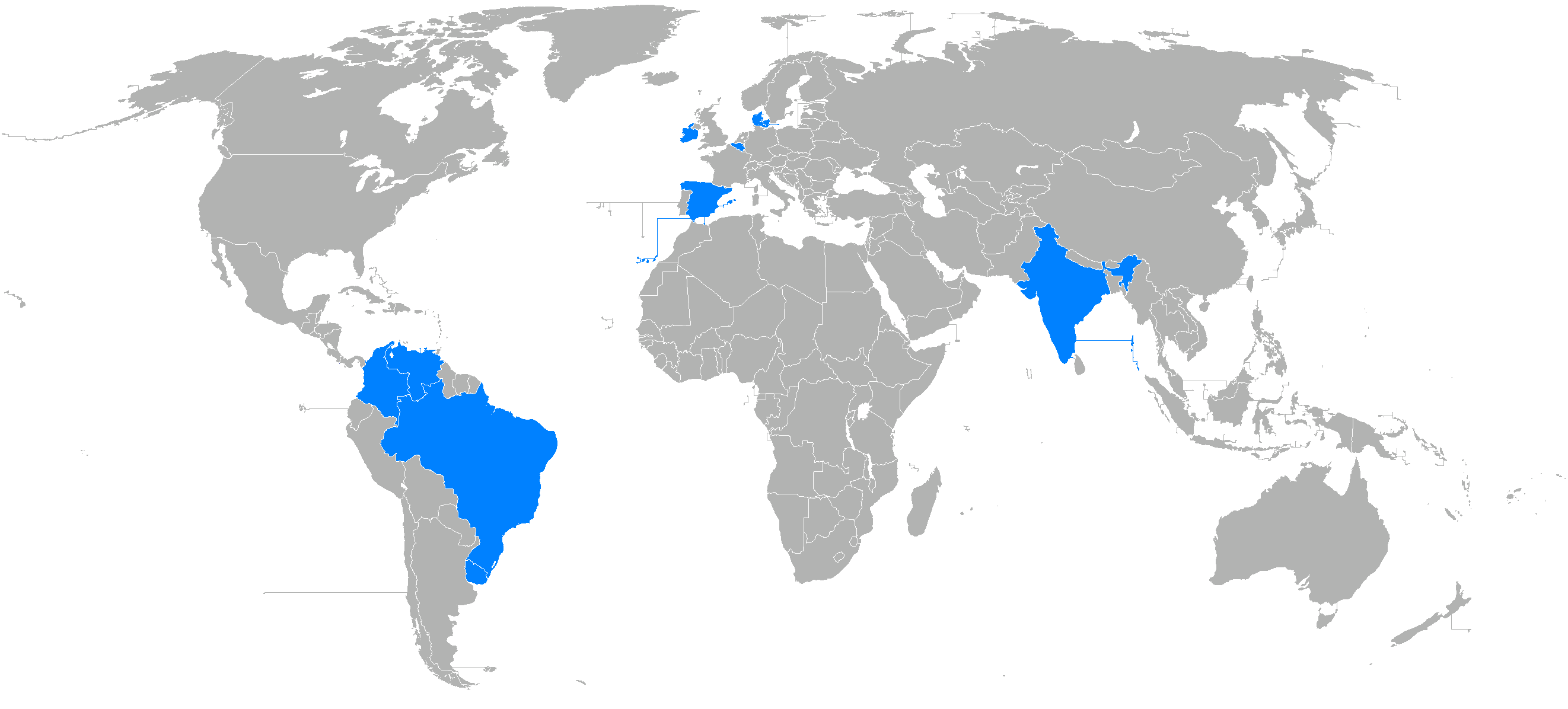
Ţări care au câştigat Mister World

Mister World este un concurs internațional de frumusețe masculină care se ține din anul 1996. Președinta organizației este Julia Morley. Concursul nu se desfășoară în fiecare an ci la un interval de doi sau trei ani. 

## Câștigători
| An   | Mister World        | Țară      | Oraș Anfitrion                    |
| ---- | ------------------- | --------- | --------------------------------- |
| 1996 | Tom Nuyens          | Belgia    | Istanbul, Turcia                  |
| 1998 | Sandro Finoglio     | Venezuela | Troia, Portugalia                 |
| 2000 | Ignacio Kliche      | Uruguay   | Edinburgh, Marea Britanie         |
| 2003 | Gustavo Gianetti    | Brazilia  | Londra, Marea Britanie            |
| 2007 | Juan García Postigo | Spania    | Sanya, Republica Populară Chineză |
| 2010 | Kamal Ibrahim       | Irlanda   | Incheon, Coreea de Sud            |

## Competiții

### 1996
Prima ediție a Mister World a avut loc în 1996, în Istanbul, Turcia

#### Rezultate
- Mister World 1996:  Belgia Tom Nuyens (Belgia)
- Locurile 2 și 3:
  -  Mexic Gabriel Soto Borja-Diaz (Mexic)
  -  Turcia Karahan Çantay (Turcia)
- Ceilalți Finaliști:
  -  Jamaica Richard Nevers (Jamaica)
  -  Eliseo Paulo Cortés Melendez (Puerto Rico)
- Semifinaliști:
  -  Anthony Andrew Martínez (Aruba)
  -  India Bikram Saluja (India)
  -  Suedia Tage Johan Jelse (Suedia)
  -  Thailanda Charles Derek Adams (Thailanda)
  -  Regatul Unit Simon Peat (Marea Britanie)

### 1998
A doua ediție s-a desfășurat în 1998 la Troia, Portugalia

#### Rezultate
- Mister World 1998:  Sandro Finoglio Speranza (Venezuela)
- Locurile 2 și 3:
  -  German Cardoso (Puerto Rico)
  -  Franța Gregory Rossi (Franța)
- Finaliști:
  -  Jamaica Kinte Thelwell (Jamaica)
  -  Spania Enrique Miranda García (Spania)
  -  Statele Unite ale Americii Daniel Weaver (Statele Unite)
- Semifinaliști
  -  Austria Joel Williams (Australia)
  -  Belgia Franck Clemente (Belgia)
  -  Lituania Gatis Didrihsons (Letonia)
  -  Norvegia Espen Engtroe (Norvegia)
  -  Regatul Unit Brett Phippen (Marea Britanie)
  -  Darko Marojevic (Iugoslavia)

### 2000
A treia ediție a avut loc în 2000 în Edinburgh, Scoția

#### Rezultate
- Mister World 2000:  Uruguay Ignacio Kliche Longardi (Uruguay)
- Locurile 2 și 3:
  -  Germania Marcello Barkowski (Germania)
  -  Statele Unite ale Americii Dante Spencer (SUA)
- Finaliști:
  -  Bahamas Neil Paris Dames (Bahamas)
  -  Croația Lav Stipic (Croația)
- Semifinaliști:
  -  Argentina Matias Beck (Argentina)
  -  Brazilia Ramilio Zampiron (Brazilia)
  -  Liban Omar Mehyo (Liban)
  -  Mexic Guido Quiles (Mexic)
  -  Alejandro Otero Lares (Venezuela)

### 2003
A patra ediție s-a desfășurat în 2003 în Brewery Hall, Londra, Anglia.

#### Rezultate
- Mister World 2003:  Brazilia Gustavo Narciso Gianetti (Brazilia)
- Locurile 2 și 3:
  -  Liban Assaad Tarabay (Liban)
  -  Belgia Fabien Hauquier (Belgia)
- Finaliști:
  -  Mexic José Luis Resendez Santos (Mexic)
  -  Ronnie Morris (Barbados)
- Semifinaliști:
  -  Kevin Osmond Halley (Aruba)
  -  China Shuang Jian Zhou (Republica Populară Chineză)
  -  Matthew Saliba (Malta)
  -  Julian Hee Lic-Hua (Singapore)
  -  Andrés Eduardo Mistage Parilli (Venezuela)

### 2007
A cincea ediție s-a ținut în 2007 pe insula tropicală  Sanya, Republica Populară Chineză.

#### Rezultate
- Mister World 2007:  Spania Juan García Postigo (Spania)
- Locurile 2 și 3:
  -  Brazilia Jean Lucas Gil (Brazilia)
  -  China Lejun Tony Jiang (Republica Populară Chineză)
- Finaliști:
  -  Patricio Laguna (Chile)
  -  Alonso Fernández Álvarez (Costa Rica)
- Semifinaliști:
  -  Austria Matthias Thaler (Austria)
  -  India Kawaljit Anand Singh (India)
  -  Liban Anthony Hakim (Liban)
  -  Nigeria  Ikenna Bryan Okwara (Nigeria)
  -  Romeo Quiñonez (Puerto Rico)
  -  Africa de Sud Dieter Voigt (Africa de Sud)
  -  Ucraina Ievghen Dudin (Ucraina)

### 2010
Ediția a șasea a avut loc în 2010 în Incheon, Coreea de Sud.

#### Rezultate
- Mister World 2010:  Irlanda Kamal Ibrahim (Irlanda)
- Locurile 2 și 3:
  -  Cehia Josef Karas (Republica Cehă)
  -  Nigeria  Kenneth Okolie (Nigeria)
- Finaliști:
  -  Liban Abdul El Balaa (Liban)
  -  Țările de Jos Honza Filipi (Olanda)
- Semifinaliști:
  -  Germania Michael Pichler (Germania)
  -  Brazilia Jonas Sulzbach (Brazilia)
  -  Ji-Kwang Yoo (Coreea de Sud)
  -  Jonny Rees (Țara Galilor)
  -  Grecia Lampros Danas (Grecia)
  -  Emmanuel Binga (Guadalupe)
  -  India Inder Bajwa (India)
  -  Matthew Poole (Irlanda de Nord)
  -  Mexic Álvaro Álvarez (Mexic)
  -  José Flores (Venezuela)